# A Tribute to the Liberators
A Tribute to the Liberators is een compositie voor harmonieorkest van de Nederlandse componist Henk van Lijnschooten. Het is geschreven in opdracht van de stichting Nationale Taptoe in Breda. Deze compositie brengt hulde aan de mensen die bijdroegen aan de bevrijding van Nederland in 1944-1945.